# Paní Brownová
Paní Brownová, anglicky Mrs. Brown, je britsko-americko-irský psychologicko-historický film z roku 1997 režiséra Johna Maddena. Jde o psychologické drama, které bylo natočeno na námět pocházející ze skutečné dochované osobní korespondence britské královny Viktorie se svým podkoním panem Johnem Brownem. Hlavní roli staré královny Viktorie zde ztvárnila Judi Denchová, která za tuto svoji roli byla nominována na dvě ceny BAFTA, Oscara i Zlatý glóbus. Zlatý glóbus posléze i získala. Druhou hlavní roli podkoního Johna Browna zde vytvořil britský herec a komik Billy Connolly, který byl za svoji roli nominován také na dvě ceny BAFTA. Snímek jako takový navíc obdržel cenu BAFTA za návrhy kostýmů.

## Námět
Manželství mladé britské královny Viktorie s princem Albertem Sasko-Cobursko-Gothajským bylo neobyčejně harmonické a na královský pár i naprosto neobvykle šťastné, Z jejich manželského svazku se během 20 let narodilo celkem 9 dětí a od nich pak Viktorie měla celkem 42 vnoučat.
Avšak královnin bratranec a manžel princ Albert v prosinci roku 1861 ve věku 42 let předčasně zemřel na břišní tyfus. Královnu Viktorii to zcela zlomilo a až do své smrti ve svých 81 letech v roce 1901 na svého milovaného manžela s láskou a úctou vzpomínala.
Po Albertově předčasném skonu Viktorie propadla velké melancholii a smutku, se svým dvorem se na uchýlila ostrov Wight. Nedokázala se tehdy po několik let přinutit, aby se začala zajímat nejen o svou zemi, ale i o svou početnou rodinu.
Královnin tehdejší osobní tajemník Henry Ponsonby se snažil tuto její melancholii a zármutek stůj co stůj nějak zapudit, proto nakonec pozval ke královskému dvoru Albertova skotského podkoního, velmi svérázného horala Johna Browna. Doufal při tom, že právě tento muž dokáže královnu Viktorii rozptýlit a vyvést z jejího smutku a melancholie, což se nakonec opravdu stalo. Oba lidé se postupně vzájemně velice sblížili a na mnoho let potom se stali velmi blízkými přáteli (což historikové po mnoho let vůbec nevěděli a vyšlo to najevo až koncem 20. století, poté, co byla objevena jejich vzájemná korespondence).

## Hrají
- Judi Denchová – královna Viktorie
- Billy Connolly – John Brown
- Geoffrey Palmer – Henry Ponsonby (osobní tajemník královny Viktorie)
- Antony Sher – Benjamin Disraeli (britský premiér)
- Gerard Butler – Archie Brown
- David Westhead – Eduard VII. (Bertie, princ z Walesu, pozdější král Eduard VII.)
- Bridget McConnellová – Jane Loftusová,
- Georgie Glenová – Jane Spencerová, (baronka Churchillová)
- Catherine O'Donnellová – Elizabeth Wellesley, Vévodkyně z Wellingtonu
- Sara Stewartová – Alexandra Dánská (princezna Alexandra Dánská, pozdější britská královna a snacha královny Viktorie)
- Finty Williamsová – (princezna Helena Britská)
- Claire Nicolsonová – (princezna Louise, vévodkyně z Argyllu)
- Hattie Ladburyová – (princezna Alice Britská)
- Oliver Kent – Alfred Sasko-Kobursko-Gothajský, (princ Albert, vévoda ze Saska, Coburgu a Gothy)
- Alex Menzies – (princ Arthur, vévoda ze Connaughtu a Strathearnu)
- Simon McKerrell – (princ Leopold, vévoda z Albany)
- Jason Morell – Frederick Stanley, (lord Stanley, hrabě z Derby)
- Cherith Mellorová – Mary Anne Disraeli
- George Hall – Horace Maybray King (baron Maybray-King, tiskový tajemník a mluvčí)
- Oliver Ford Davies – Gerald Valerian Wellesley
- James Vaughan – sir Charles Dilke (baron Charles Dilke)